# Двадесети век (филм)
 Тази статия е за филма.  За времевия период вижте 20 век.  
„Двадесети век“ известен още като „1900“ (на италиански: Novecento), е епическа филмова копродукция на Италия, Франция и Германия от 1976 г., дело на известния италианския режисьор Бернардо Бертолучи и с музика на Енио Мориконе. Още с излизането си филмът се превръща в шедьовър на кинокласиката, а според класация на сайта Rotten Tomatoes печели сред публиката 67% положителни отзиви. Филмът е забранен за лица под 18 години.

## Сюжет
Внимание:  Текстът по-долу разкрива сюжета на произведението (или части от него)!
Действието във филма започва през 1901 г. в деня на смъртта на композитора Джузепе Верди. Проследява се паралелното житейско развитие и път на двамата главни герои на филма - Алфредо (Робърт Де Ниро) и Олмо (Жерар Депардийо) - двама души, които са родени в Италия по това време, в един район, но в различни семейства: богаташко и бедняшко (оглед на социалния контраст в двата края на спектъра - богат, беден). В продължение на повече от пет часа в две части филмът показва живота им в Италия на фона на историческите събития в света и на развитието на социалните идеологии и движения по това време, в съчетание с промените в обществените нагласи в страната през първата половина на 20 век.
Алфредо и Олмо са приятели и споделят заедно всички превратности на съдбата – избухването на Първата и Втората световна война, социалните преобразувания на Апенините след идването на Дучето на власт, както и общественото развитие на страната след трагичния край на италианския диктатор и свършека на глобалните световни конфликти през 20 век.

## В ролите
| Изпълнител        | Роля                |
| ----------------- | ------------------- |
| Робърт Де Ниро    | Алфредо Берлингиери |
| Жерар Депардийо   | Олмо Далко          |
| Доминик Санда     | Ада Чиостри Полан   |
| Франческа Бертини | Сестра Десолата     |
| Лаура Бети        | Реджина             |
| Стефания Сандрели | Анита Фоски         |
| Доналд Съдърланд  | Атила Меланчини     |
| Бърт Ланкастър    | Дядото на Алфредо   |
| Алида Вали        | Г-жа Пиопи          |
| Ромоло Вали       | Джовани Берлингиери |